# 敷島町
敷島町為台灣日治時期臺中州臺中市的町，分為九丁目；其最初在1916年公告為通稱町名，在1926年4月1日的町名改正公告中才正式設立，原臺中市大字的臺中改為31個町。「敷島」為日本的舊稱之一。

## 町內設施

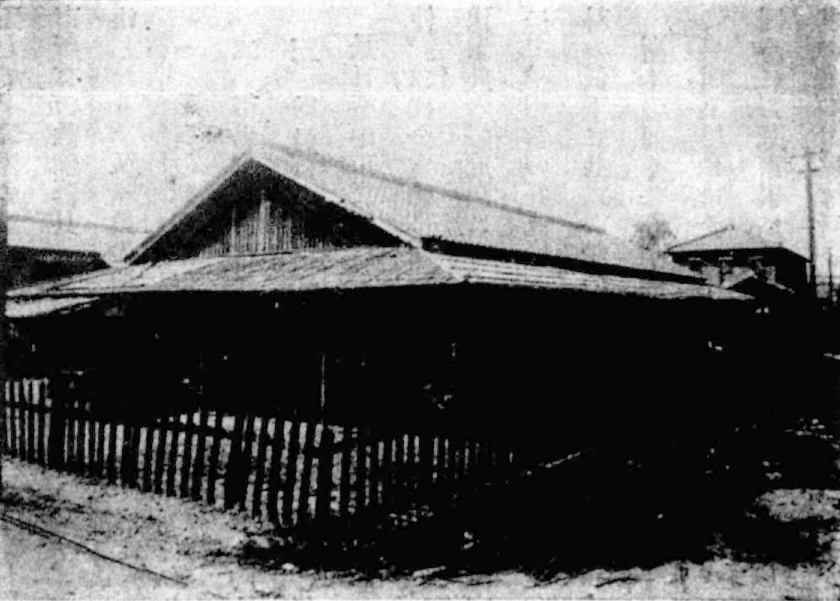
台中市第三市場

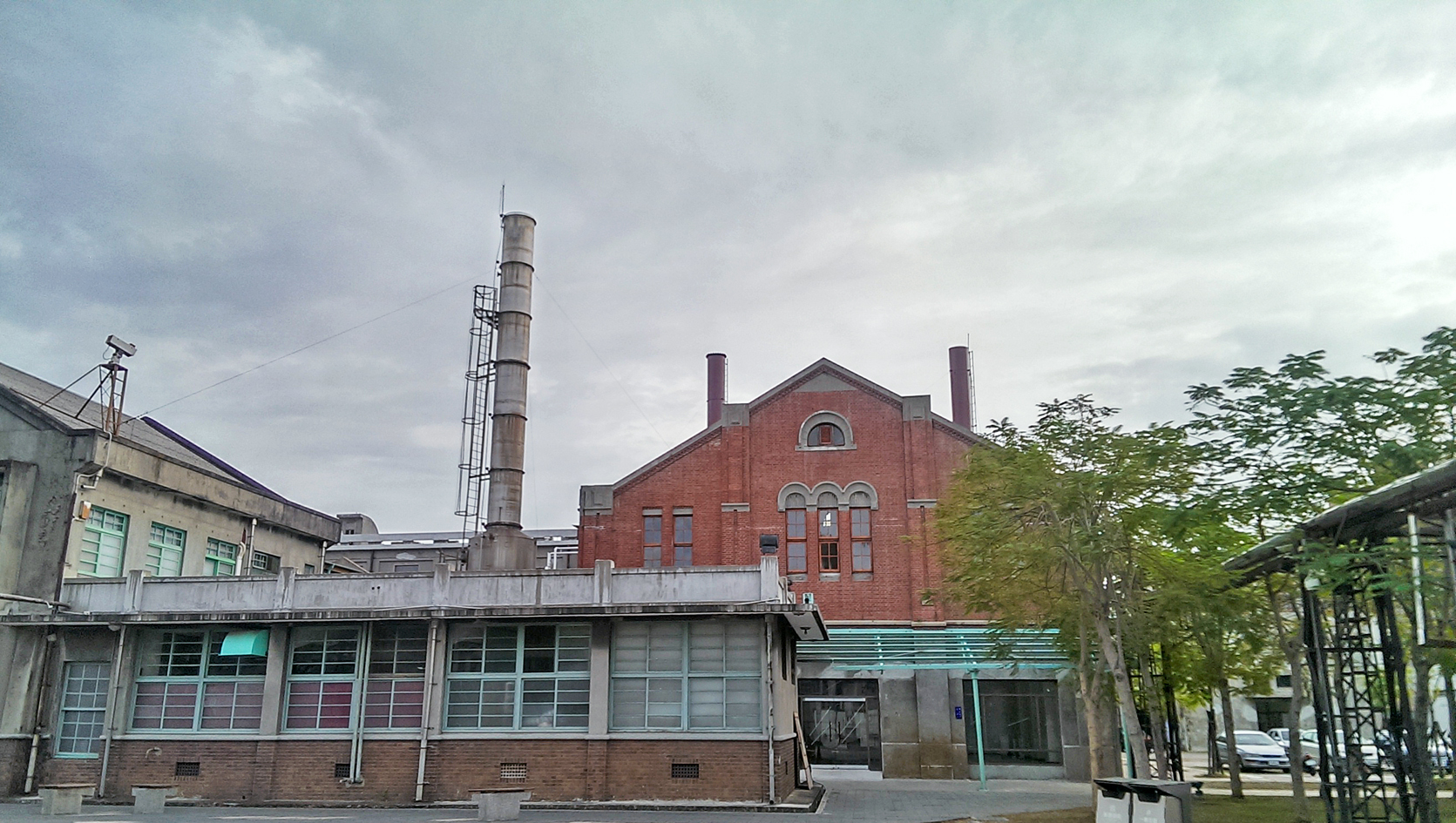
專賣局台中酒工場

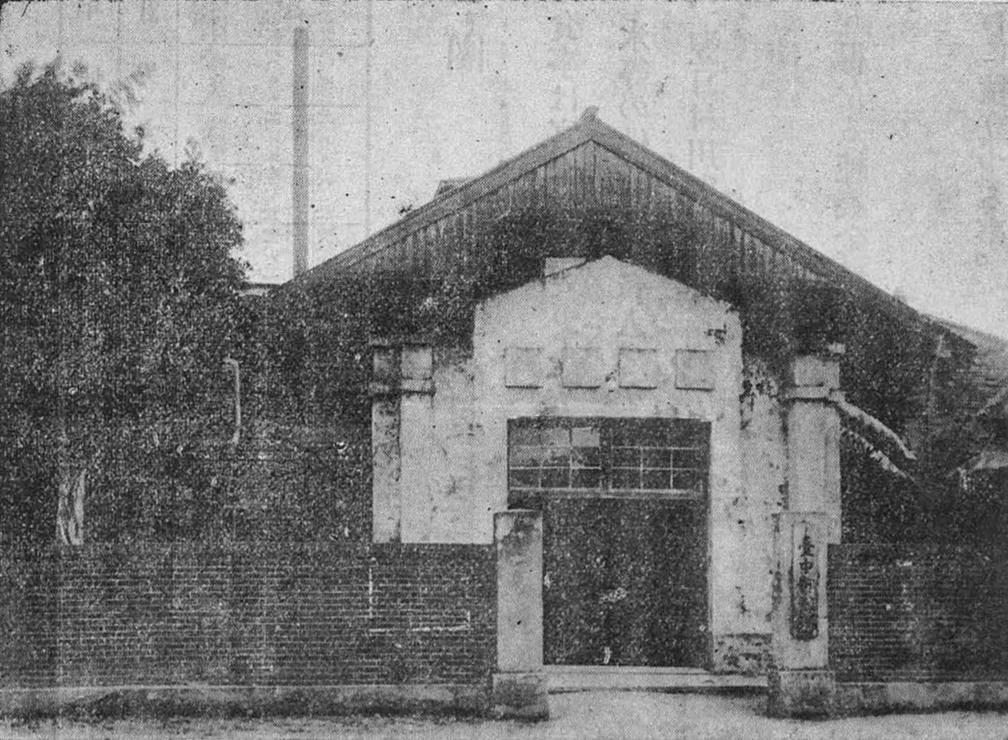
臺中市公共浴場

一丁目
- 南海時報台中支局
- 臺中市第三市場

二丁目
- 專賣局台中支局（文化部文化資產園區）

- 臺中市公共浴場

三丁目
四丁目
五丁目
- 台中佛教會館（中禪寺）

六丁目
七丁目